# Pfarrkirche St. Ulrich in Greith

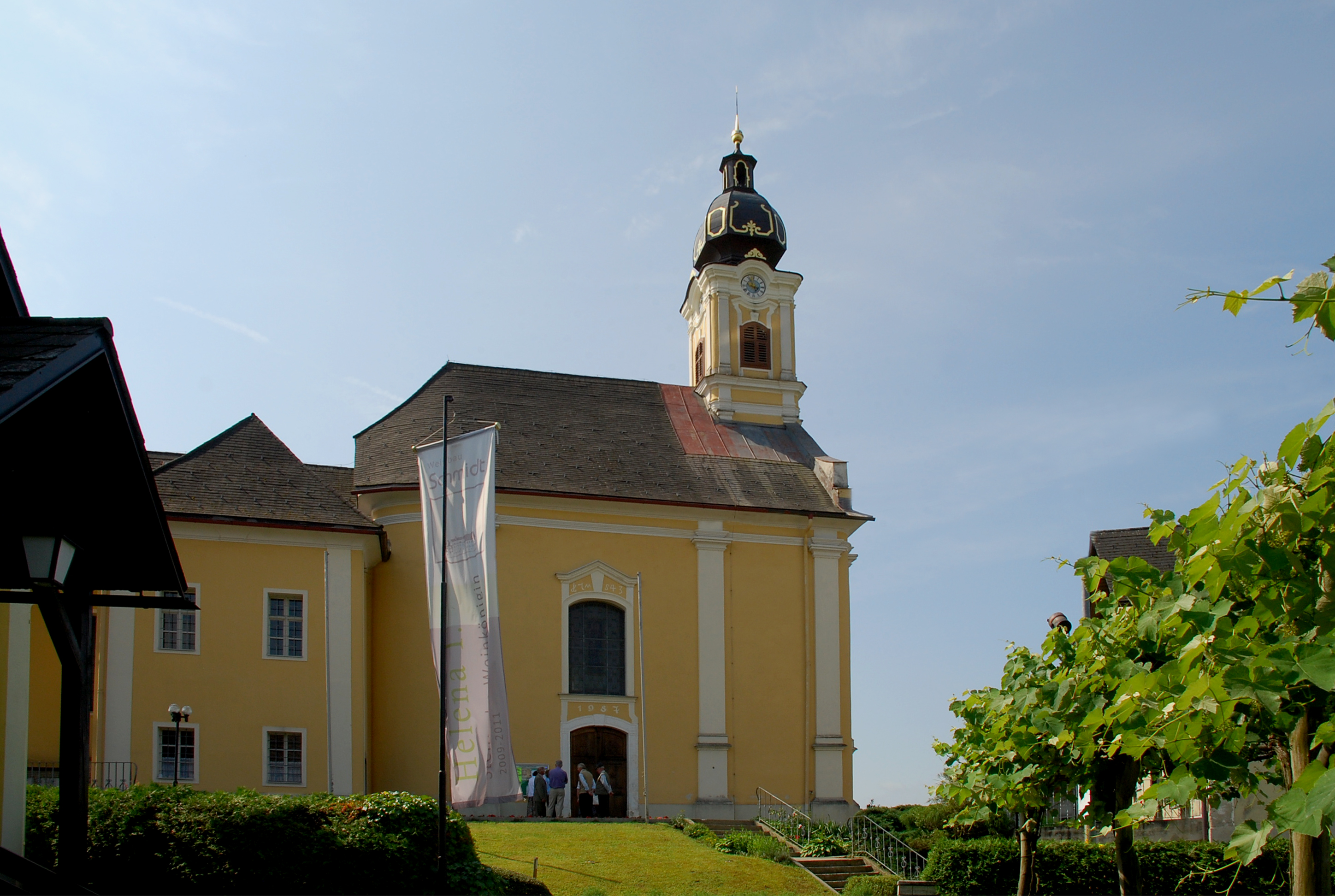
Kath. Pfarrkirche hl. Ulrich in St. Ulrich in Greith

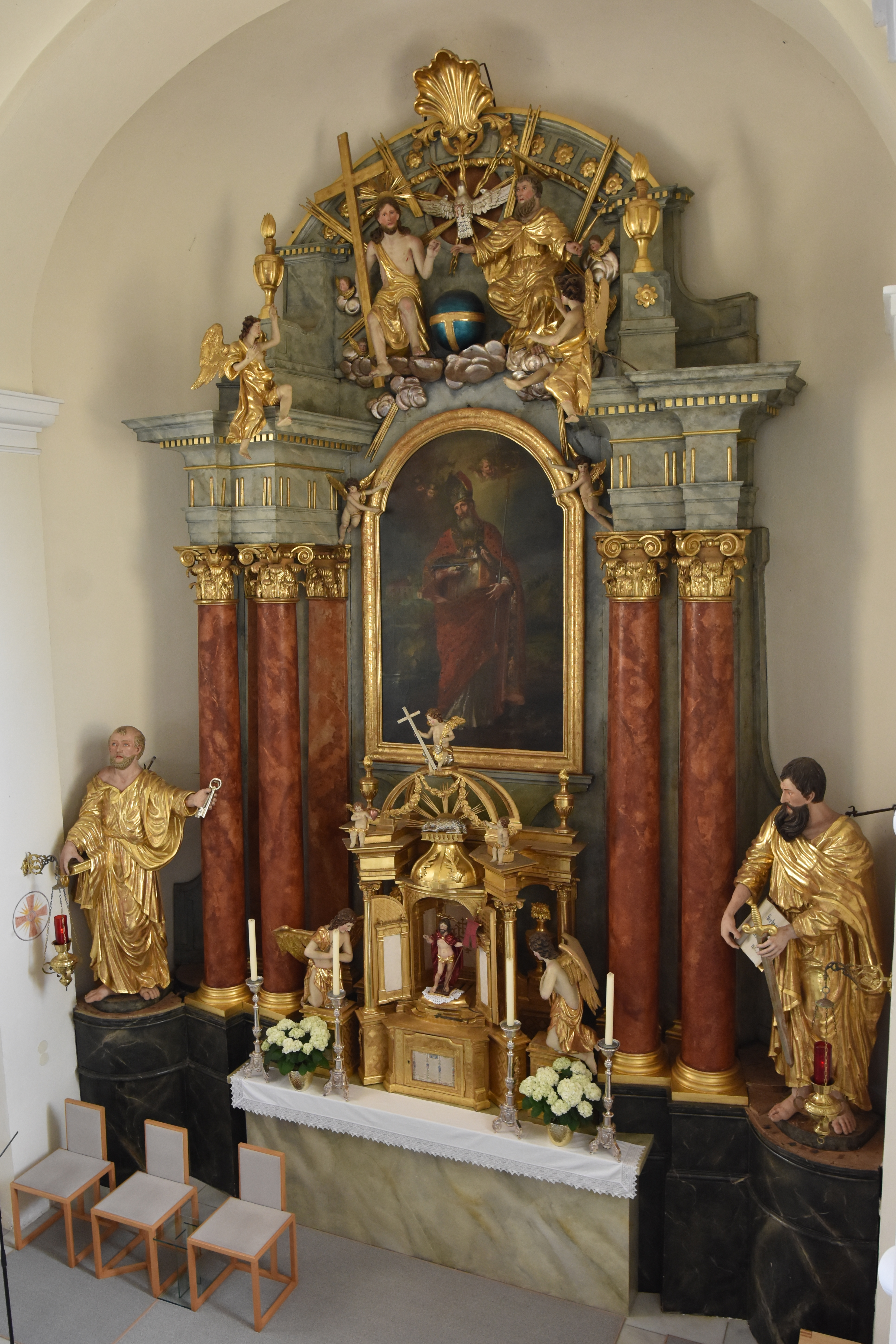
Der Hochaltar

Die römisch-katholische Pfarrkirche St. Ulrich in Greith steht im Ort St. Ulrich in Greith in der Gemeinde Sankt Martin im Sulmtal im Bezirk Deutschlandsberg in der Steiermark. Die dem heiligen Ulrich geweihte Pfarrkirche gehörte bis Ende August 2018 zu dem dann aufgelösten Dekanat Deutschlandsberg in der Diözese Graz-Seckau. Seit Auflassung dieses Dekanates liegt sie im Seelsorgeraum Südweststeiermark. Die Kirche steht unter Denkmalschutz.

## Geschichte
1430 wird eine Kirche urkundlich genannt. Um 1650 erfolgte ein Umbau. 1743 wurde das Langhaus mit dem Baumeister Joseph Hueber neu errichtet. 1765 wurde ein Dachreiter aufgesetzt. Ab 1790 war die Filiale der Pfarrkirche Eibiswald eine Local-Kuratie. 1892 wurde sie zur Pfarrkirche erhoben, Aber bereits zuvor waren die jeweiligen Curaten berechtigt, die pfarrlichen Rechte in vollem Umfang auszuüben. 1838 wurde der gotische Chor abgetragen und ein neuer Chor errichtet. 1914 wurde dem Turm anstelle des Pyramidendaches ein neuer Zwiebelhelm aufgesetzt. Die letzte Außenrenovierung fand 1987 statt. Innen wurde die Kirche 1999 neu gestaltet, 2001 bekam sie eine neue Pflüger-Orgel.

## Architektur
Das dreijochige Langhaus mit gerundeten Ecken und einem breiteren Mitteljoch wirkt wie ein Zentralraum. Der eingezogene dreijochige Chor schließt in einem Kreissegment. Die Westfassade ist mit Pilastern gegliedert. Das Westportal zeigt die Jahresangabe 1743.
Langhaus und Chor haben Platzlgewölbe auf Gurten auf Wandpfeilern. Die Deckenfresken malte Toni Hafner (1960). Die Empore im eingeschnürten Westjoch schwingt vor. Die beiden westlichen Joche des Chores haben offene Oratorien.

## Ausstattung
Der Hochaltar und die Seitenaltäre in barocken Formen entstanden wohl um 1838. Das Hochaltarbild ist aus der ersten Hälfte des 18. Jahrhunderts. Das Seitenaltarbild hl. Augustinus hat die Signatur Carl Amon 1840. Es gibt ein Gemälde hl. Maria Magdalena mit einer Ansicht des Ortes St. Ulrich aus dem 17. Jahrhundert welches 1974 restauriert wurde. Die Kanzel ist aus der zweiten Hälfte des 18. Jahrhunderts.